# Naturschutzgebiet Auf dem Brink

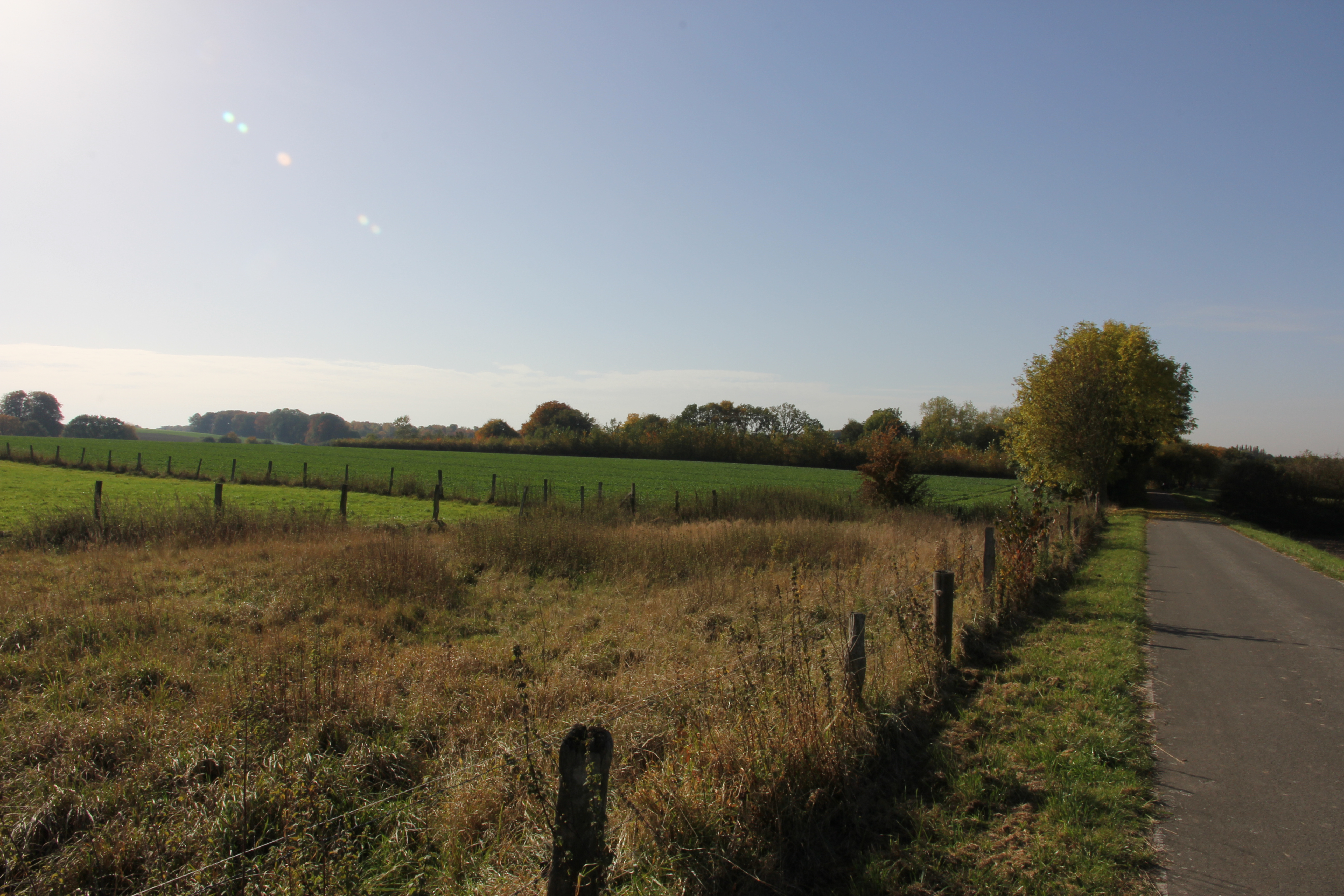
Felder und Wald, rechts die Straße Auf dem Brink.

Das Naturschutzgebiet Auf dem Brink liegt im Dortmunder Norden im Ortsteil Brechten des Stadtbezirks Eving. Es umfasst 46,7 Hektar. Das Naturschutzgebiet „Auf dem Brink“ wurde am 19. Juni 1968 durch eine einstweilige Sicherstellung von der Bezirksregierung Arnsberg ausgewiesen. Am 30. November 1990 wurde es im Landschaftsplan Dortmund-Nord und auch in der ersten Änderung zum Landschaftsplan Dortmund-Nord am 2. September 2005 festgesetzt. Mitten durch das Naturschutzgebiet führt die Straße Auf dem Brink, die jedoch mittlerweile für den Straßenverkehr gesperrt ist.

## Beschreibung
Das Naturschutzgebiet, umgeben von Ackerland, verdankt seine Entstehung nicht zuletzt den Bergsenkungen, die in diesem Gebiet zur Bildung von Teichen und Tümpeln sowie sumpfigen Grünlandflächen geführt haben. Durch das Naturschutzgebiet fließt der Süggelbach. Geprägt ist das Naturschutzgebiet von unterschiedlichen Biotopzonen. Neben den bereits beschriebenen feuchten Gebieten finden sich auch trockene Bereiche, Hänge und einzelne Waldbestände. Auf engstem Raum wachsen Röhrichte, Großseggenried, Hochstauden wie Mädesüß und selbst das Knabenkraut. Der im Naturschutzgebiet gelegene Teich, durch Bergsenkung entstanden, wird umsäumt von Schwarzerlen, die in der Wasserfläche eine mangrovenähnliche Wuchsform ausgebildet haben.

## Schutzziele
Problematisch für die Gewässer im Naturschutzgebiet ist die landwirtschaftliche Nutzung der umgebenden Ackerflächen. Düngerausspülungen haben in der Vergangenheit zu einer Überdüngung der Gewässer geführt. Mittlerweile werden von den Landwirten größere Abstände zum See im Naturschutzgebiet eingehalten. Auch ist es wichtig, dass eine zunehmende Verbuschung bzw. Verwaldung des Gebietes verhindert wird. Dafür sollen die Grünlandbereiche regelmäßig extensiv gemäht werden.